# Hirsutella subulata
Hirsutella subulata är en svampart som beskrevs av Petch 1932. Hirsutella subulata ingår i släktet Hirsutella och familjen Ophiocordycipitaceae.   Inga underarter finns listade i Catalogue of Life.